# Уильямс, Киана
Киана Уильямс (англ. Kiana Williams; родилась 19 апреля 1999 года, Сан-Антонио, штат Техас, США) — американская профессиональная баскетболистка, которая выступает в женской национальной баскетбольной ассоциации (ВНБА) в команде «Финикс Меркури». Была выбрана клубом «Сиэтл Шторм» на драфте ВНБА 2021 года во втором раунде под восемнадцатым номером. Играет на позиции разыгрывающего защитника и атакующего защитника.

## Ранние годы
Киана родилась 19 апреля 1999 года в городе Сан-Антонио (штат Техас) в семье Майкла и Лашелль Уильямс, у неё есть три старших брата, Чэнси, Майкл и Джавион, а училась там же в средней школе имени Карен Вагнер, в которой выступала за местную баскетбольную команду.